# Julus oliveirae
Julus oliveirae är en mångfotingart som beskrevs av Karl Wilhelm Verhoeff 1893. Julus oliveirae ingår i släktet Julus och familjen kejsardubbelfotingar. Inga underarter finns listade i Catalogue of Life.